# Jean Brenner

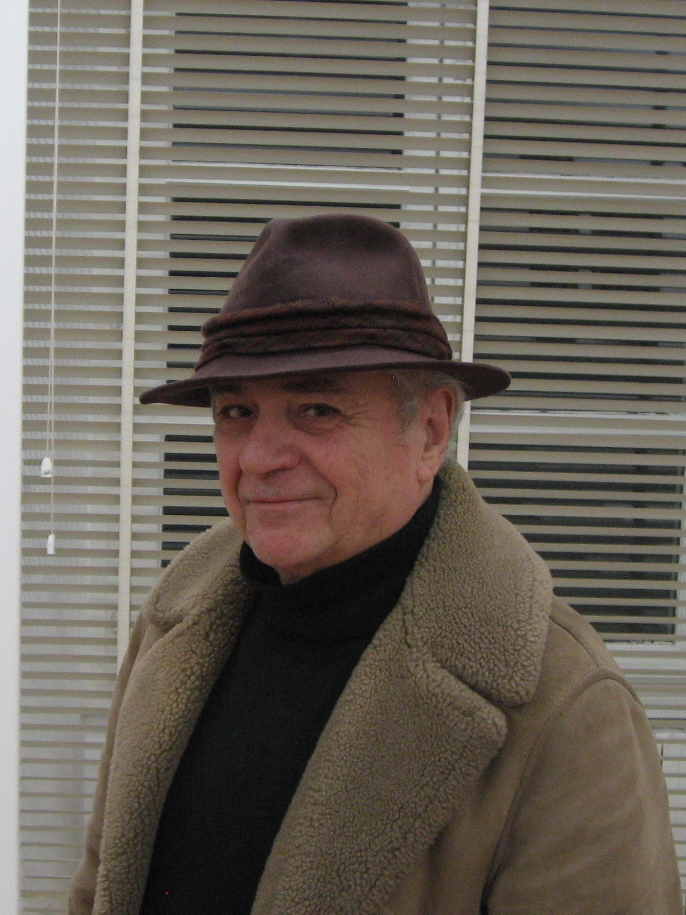
Jean Brenner bei seiner Retrospektive im Musée des Beaux Arts in Mülhausen

Jean Brenner (* 23. April 1937; † Februar 2009) war ein Maler aus der französischen Stadt Mülhausen.

## Leben und Werk
Er entstammte einer künstlerischen Familie aus dem Elsass, sein Vater Joseph war Professor für Textilzeichnungen. 1956 begann Jean Brenner sein Studium an der École municipale des Beaux Arts. Von 1960 bis 1962 reiste er durch Nordafrika und studierte 1964 an der École des Arts Décoratifs in Straßburg. Seine Arbeit wurde 1971 in New York, Berlin und wieder in New York gezeigt. 1972 gewann er die Palme d’Or des Beaux Arts in Monte-Carlo.
2008 kehrte er mit einer Retrospektive im Musée des Beaux Arts in seine Heimatstadt Mülhausen zurück.
Sein Stil reicht von Stichen über Lithographien, Zeichnungen, Collagen bis zur Fotografie. Seine Werke sind entweder bunte Stillleben, die Cézanne und Monet entlehnt sind, oder abstrakte Porträts in Schwarz-Weiß-Zeichnung.
Er sprach außer Französisch und seinem heimischen Elsässisch fließend Deutsch und Englisch.

## Auszeichnungen
- 1972 Palme d’Or des Beaux Arts, Monte-Carlo